# Vzpírání na Letních olympijských hrách 2008 – muži do 105 kg
Vzpěrači do 105 kg soutěžili na Letních olympijských hrách 2008 18. srpna 2008. V kategorii startovalo celkem 20 závodníků ze 16 zemí, včetně českého reprezentanta Libora Wälzera; klasifikováno bylo 18 z nich.
Český závodník startoval v odpolední „B“ skupině. V trhu zvládl úspěšně své první dva pokusy, ve třetím pokusu na 166 kg mu však činka přepadla, a tak si započítal 163 kg. V nadhozu musel svůj pokus na základní váze 187 kg opakovat, ale napodruhé již uspěl. Pokračoval na váze o 6 kg těžší, ta však byla již nad jeho síly. Soutěž tedy zakončil s výsledkem 350 kg (tj. 380,11 bS) a ve svém premiérovém olympijském startu obsadil šestnácté místo (v důsledku dodatečné diskvalifikace dvou soupeřů, kteří se umístili před ním, je dnes oficiálně klasifikován jako čtrnáctý).
V trhu se od zbytku startovního pole výkonnostně vzdálili dva borci. Polák Marcin Dołęga zahájil na 195 kg a druhým pokusem na 200 kg chtěl překonat vlastní světový rekord, avšak těsně neuspěl. Třetím pokusem se stejnou váhu pokoušel zvednout dvacetiletý Andrej Aramnau z Běloruska. A uspěl. Polák se pokusil světový rekord získat zpět, ale pokus mu nevyšel a do nadhozu pokračoval se ztrátou 5 kg. Marcinu Dołęgovi se pak nedařilo ani v nadhozu a v celkovém účtování dokonce vypadl z medailových míst, když se před něj dostali oba Rusové – Klokov a Lapikov, kteří v tomto pořadí obsadili stříbrnou a bronzovou příčku. Na medailové posty útočili ještě další dva závodníci: Achmetov a Razoronov, ale v rozhodujících pokusech neuspěli. Nikým neohrožován ke zlaté medaili dokráčel po trhu vedoucí Aramnau, přičemž svůj výsledek ozdobil vylepšením dvou zbylých světových rekordů – v nadhozu (236 kg) a dvojboji (436 kg).
Po reanalýze kontrolních vzorků v roce 2016 byl z důvodu porušení antidopingových pravidel dodatečně diskvalifikován Rus Lapikov. Bronzová medaile následně připadla Poláku Marcinu Dołęgovi, mistru světa z let 2006, 2009 a 2010.

## Program
Pozn.: Pekingského času (UTC+8)
| Datum                   | Čas         | Skupina |
| ----------------------- | ----------- | ------- |
| Pondělí, 18. srpna 2008 | 15:30–17:30 | B       |
| Pondělí, 18. srpna 2008 | 19:00–21:00 | A       |

## Přehled rekordů
Pozn.: Platné před začátkem soutěže
| Druh rekordu              | Disciplína | Držitel             | Výkon  |
| ------------------------- | ---------- | ------------------- | ------ |
| Světové rekordy           | Trh        | Marcin Dołęga       | 199 kg |
| Světové rekordy           | Nadhoz     | Denys Gotfrid       | 235 kg |
| Světové rekordy           | Dvojboj    | Denys Gotfrid       | 430 kg |
| Olympijské rekordy        | Trh        | Dmitrij Berestov    | 195 kg |
| Olympijské rekordy        | Nadhoz     | Olympijský standard | 235 kg |
| Olympijské rekordy        | Dvojboj    | Olympijský standard | 427 kg |
| Světové juniorské rekordy | Trh        | Marcin Dołęga       | 198 kg |
| Světové juniorské rekordy | Nadhoz     | Szymon Kołecki      | 232 kg |
| Světové juniorské rekordy | Dvojboj    | Andrej Aramnau      | 423 kg |

## Startovní listina
| Poř.                        | Závodník                      | Stát       | Těl. hm. [kg] |       | Trh [kg] | Trh [kg] | Trh [kg] |       | Nadhoz [kg] | Nadhoz [kg] | Nadhoz [kg] |  | Výsledek [kg] |
| --------------------------- | ----------------------------- | ---------- | ------------- | ----- | -------- | -------- | -------- | ----- | ----------- | ----------- | ----------- |  | ------------- |
| Poř.                        | Závodník                      | Stát       | Těl. hm. [kg] | 1. p. | 2. p.    | 3. p.    | 1. p.    | 2. p. | 3. p.       |             |             |  | Výsledek [kg] |
| Zlatá olympijská medaile    | Andrej Aramnau                | Bělorusko  | 104,76        |       | 193      | 197      | 200      |       | 225         | 230         | 236         |  | 436           |
| Stříbrná olympijská medaile | Dmitrij Klokov                | Rusko      | 104,72        |       | 185      | 190      | 193      |       | 222         | 226         | 230         |  | 423           |
|                             | Dmitrij Lapikov               | Rusko      | 104,30        |       | 190      | 195      | 195      |       | 222         | 226         | 230         |  | 420           |
| Bronzová olympijská medaile | Marcin Dołęga                 | Polsko     | 104,37        |       | 195      | 200      | 201      |       | 225         | 228         | 228         |  | 420           |
| 4.                          | Bachytbek Achmetov            | Kazachstán | 102,13        |       | 185      | 190      | 195      |       | 221         | 225         | 230         |  | 415           |
|                             | Igor Razoronov                | Ukrajina   | 104,58        |       | 185      | 185      | 187      |       | 223         | 234         | 234         |  | 410           |
| 5.                          | Albert Kuzilov [zápis?]       | Gruzie     | 102,48        |       | 178      | 182      | 182      |       | 220         | 227         | 228         |  | 409           |
| 6.                          | Sergej Istomin                | Kazachstán | 102,03        |       | 181      | 181      | 187      |       | 215         | 220         | 225         |  | 406           |
| 7.                          | Robert Dołęga                 | Polsko     | 104,27        |       | 178      | 181      | 184      |       | 217         | 221         | 221         |  | 405           |
| 8.                          | Nikolaos Kourtidis [zápis?]   | Řecko      | 103,36        |       | 171      | 176      | 176      |       | 210         | 215         | 221         |  | 397           |
| 9.                          | Mohsen Biranvand [zápis?]     | Írán       | 104,34        |       | 180      | 180      | 184      |       | 210         | 210         | 216         |  | 390           |
| 10.                         | Oleksij Torochtij             | Ukrajina   | 104,64        |       | 172      | 177      | 181      |       | 213         | 220         | 220         |  | 390           |
| 11.                         | Ahed Joughili [zápis?]        | Sýrie      | 104,90        |       | 170      | 170      | 175      |       | 215         | 215         | 216         |  | 386           |
| 12.                         | Abdelrahman El Sayed [zápis?] | Egypt      | 104,84        |       | 172      | 175      | 178      |       | 210         | 216         | 216         |  | 385           |
| 13.                         | Bünyami Sudaş                 | Turecko    | 104,39        |       | 163      | 166      | 166      |       | 202         | 207         | 210         |  | 373           |
| 14.                         | Libor Wälzer                  | Česko      | 104,64        |       | 158      | 163      | 166      |       | 187         | 187         | 193         |  | 350           |
| 15.                         | Christian López               | Guatemala  | 103,76        |       | 150      | 155      | 155      |       | 180         | 186         | 186         |  | 336           |
| 16.                         | Moreno Boer                   | Itálie     | 104,45        |       | 150      | 150      | 150      |       | 180         | 185         | 185         |  | 330           |
|                             | Ramūnas Vyšniauskas           | Litva      | 104,18        |       | 180      | 180      | 183      |       | 220         | ---         | ---         |  |               |
|                             | Martin Tešovič                | Slovensko  | 104,47        |       | ---      | ---      | ---      |       |             |             |             |  |               |

## Nově stanovené rekordy
| Druh rekordu              | Disciplína | Držitel        | Výkon  |
| ------------------------- | ---------- | -------------- | ------ |
| Světové rekordy           | Trh        | Andrej Aramnau | 200 kg |
| Světové rekordy           | Nadhoz     | Andrej Aramnau | 236 kg |
| Světové rekordy           | Dvojboj    | Andrej Aramnau | 436 kg |
| Olympijské rekordy        | Trh        | Andrej Aramnau | 200 kg |
| Olympijské rekordy        | Nadhoz     | Andrej Aramnau | 236 kg |
| Olympijské rekordy        | Dvojboj    | Andrej Aramnau | 436 kg |
| Světové juniorské rekordy | Trh        | Andrej Aramnau | 200 kg |
| Světové juniorské rekordy | Nadhoz     | Andrej Aramnau | 236 kg |
| Světové juniorské rekordy | Dvojboj    | Andrej Aramnau | 436 kg |